# Paco Salazar
Paco Salazar (Montellano, Sevilla, 24 de noviembre de 1968) es un político español. Fue diputado por el Partido Socialista Obrero Español en el Congreso de los Diputados en representación de la circunscripción de Sevilla (2019-2023)

## Biografía
Paco Salazar nació en la localidad sevillana de Montellano en 1968. Su padre, camionero y posteriormente dueño de una tienda de ultramarinos, le envía al internado de la Universidad Laboral de Sevilla (1981).
En 1992 se afilió al Partido Socialista Obrero Español. Tras licenciarse en Ingeniería Técnico Agrícola en la Universidad de Sevilla (1991) realizó un master en Gestión Medioambiental en el Instituto de Investigaciones Ecológicas (Málaga, 1994), y posteriormente completó su formación universitaria, licenciándose en Ciencias Políticas en la Universidad Nacional de Educación a Distancia (2017).
Ha ocupado diversos cargos políticos: Gerente del Consorcio Vía Verde de la Sierra (1998-2000), Director de la Fundación Vía Verde de la Sierra (2000-2003), alcalde de Montellano (2003-2008), comisario para la Memoria Histórica en la Junta de Andalucía (2008-2009), técnico en el Ayuntamiento de Dos Hermanas (2012) y diputado nacional (XIII, XIV y XV).
En el Partido Socialista Obrero Español (PSOE) ayudó a Pedro Sánchez para que regresara a la secretaría general del partido (2017), y fue Director de Análisis y Estudios del Gabinete de la Presidencia del Gobierno.
Estaba previsto que en el Comité Federal del Partido Socialista Obrero Español celebrado el 5 de julio de 2025, fuera nombrado secretario de Análisis y Acción Electoral, dentro de la secretaría de Organización del PSOE, y adjunto a Rebeca Torró —la nueva Secretaria de Organización del partido, tras la dimisión de Santos Cerdán—. Pero tras ser denunciado por diversas mujeres socialistas por acoso sexual y abuso de poder cuando Salazar era su jefe en La Moncloa, Salazar renunció al cargo.
Está casado y tiene dos hijas y un hijo.
Francisco Toscano, histórico dirigente socialista y alcalde de la localidad sevillana de Dos Hermanas (1983-2022), auspició la contratación de Paco Salazar como técnico municipal de la corporación de Dos Hermanas para un puesto en el que nunca se le vio. Este fraude de ley fue denunciado por Fran García Parejo, coordinador local de Izquierda Unida y concejal en Dos Hermanas en 2018. Salazar estuvo cobrando durante varios meses del Ayuntamiento de Dos Hermanas, sin acudir al puesto de trabajo, ya que trabajaba en otras ocupaciones: primero para Pedro Sánchez en el PSOE en Ferraz y posteriormente como alto cargo en la Palacio de la Moncloa.